# Christoph Bernhard von Nagel
Christoph Bernhard von Nagel (* 15. August 1665; † 27. November 1726) war das Patenkind des Fürstbischofes Christoph Bernhard von Galen und bekannt als der „tolle General“.

## Leben

### Herkunft und Familie
Christoph Bernhard von Nagel wuchs als Sohn des Dietrich Hermann von Nagel (* 1621; † 14. April 1685 auf Haus Vornholz) und seiner Gemahlin Magarethe Magdalene von Schilder a.d.H. Königshausen († 23. Juli 1675) zusammen mit seinen Geschwistern Appolonia Margaretha Magdalena (Stiftsdame in Geseke) und Georg Levin (Offizier und Komtur des Deutschen Ordens) in der uralten westfälischen Adelsfamilie von Nagel auf.

### Wirken
Christoph Bernhard schlug wie sein Vater eine militärische Laufbahn ein und brachte es im fürstbischöflichen Dienst bis zum Generalleutnant. Er nahm früh an den Türkenkriegen teil. Am 16. November 1678 wurde er Obristwachtmeister zu Pferde im Regiment von Bönninghausen und am 28. Februar 1684 zum Obristlieutenant zu Pferde im Regiment von Wendt Kurköln befördert.
Am 10. August 1686 heiratete er Anna Odilia Charlotte von Brabeck zu Letmathe († 5. Februar 1704). Ihre Eltern waren Franz Adrian Melchior und Christine Elisabeth von Wachtendonck. Aus der Ehe gingen die Kinder  Appolonia Margaretha Louise (Stiftsdame in Freckenhorst), Hermann Werner (Amtsdroste in Winzenburg) und Edmund Friedrich Levin (Generalmajor und Amtsdorste in Stromberg) hervor.
Am 22. April 1685 wurde er nach Ableben seines Vaters Amtsdroste von Stromberg. Am 3. März 1687 erfolgte die Aufschwörung zur münsterschen Ritterschaft. Am 18. Dezember 1688 beförderte man ihn zum Obristen zu Pferde, was ihm die Kommandantur eines neuen Regiments zu Pferde einbrachte. Am 30. November 1702 wurde er Brigadier der Kavallerie und am 15. März 1709 Generallieutenant der Kavallerie. Am 22. Dezember 1723 wurde er schließlich Oberkommandant von Warendorf.